# Oberndorf (Arnstadt)
Oberndorf bildet zusammen mit seinem Partnerdorf Angelhausen den Ortsteil Angelhausen-Oberndorf von Arnstadt im Ilm-Kreis in Thüringen.

## Lage
Das Straßendorf liegt einen Kilometer südöstlich der Stadt Arnstadt zwischen den Reinsbergen im Süden und dem Südrand des Thüringer Beckens im Norden auf etwa 320 m ü. NN. Nordwestlich angrenzend liegt Angelhausen. Südlich befindet sich der bewaldete Hain mit dem Schlossberg und dem Hügel, der einst die Käfernburg getragen hat. Danach beginnt das Thüringer Becken. Beide Dörfer sind im Laufe der Zeit baulich verschmolzen und die Stadt Arnstadt ist an Angelhausen herangewachsen.

## Geschichte
Etwa 600 Meter östlich des Hügels der ehemaligen Käfernburg befindet sich am Nordrand der Anhöhe Hain eine Gruppe von Einzelgräbern, Spuren der ersten Siedler.
Oberndorf wurde erstmals 1315 urkundlich genannt. Andere Dörfer der Umgebung sind älter, weil ihre Gründung unabhängiger war. Die Dorfkirche St. Nicolai stammt aus dem 12. Jahrhundert. Sie war die Burgkapelle. Heute kündet der kahle Berghügel mit Resten einer Wallanlage von der Käfernburg, die bereits im 16. Jahrhundert eine Ruine war. Die Steine wurden zum Bau des Schlosses Neideck verwendet. Das Gut Dorotheenthal gehörte der Herzogin, war zeitweise eine Puppenmanufaktur, stand ab und zu leer und ist jetzt ein Seniorenheim.
Zu weiteren Gemeinsamkeiten mit Angelhausen wird auf den Artikel zum Ortsteil Angelhausen verwiesen.